# Army Combat Uniform

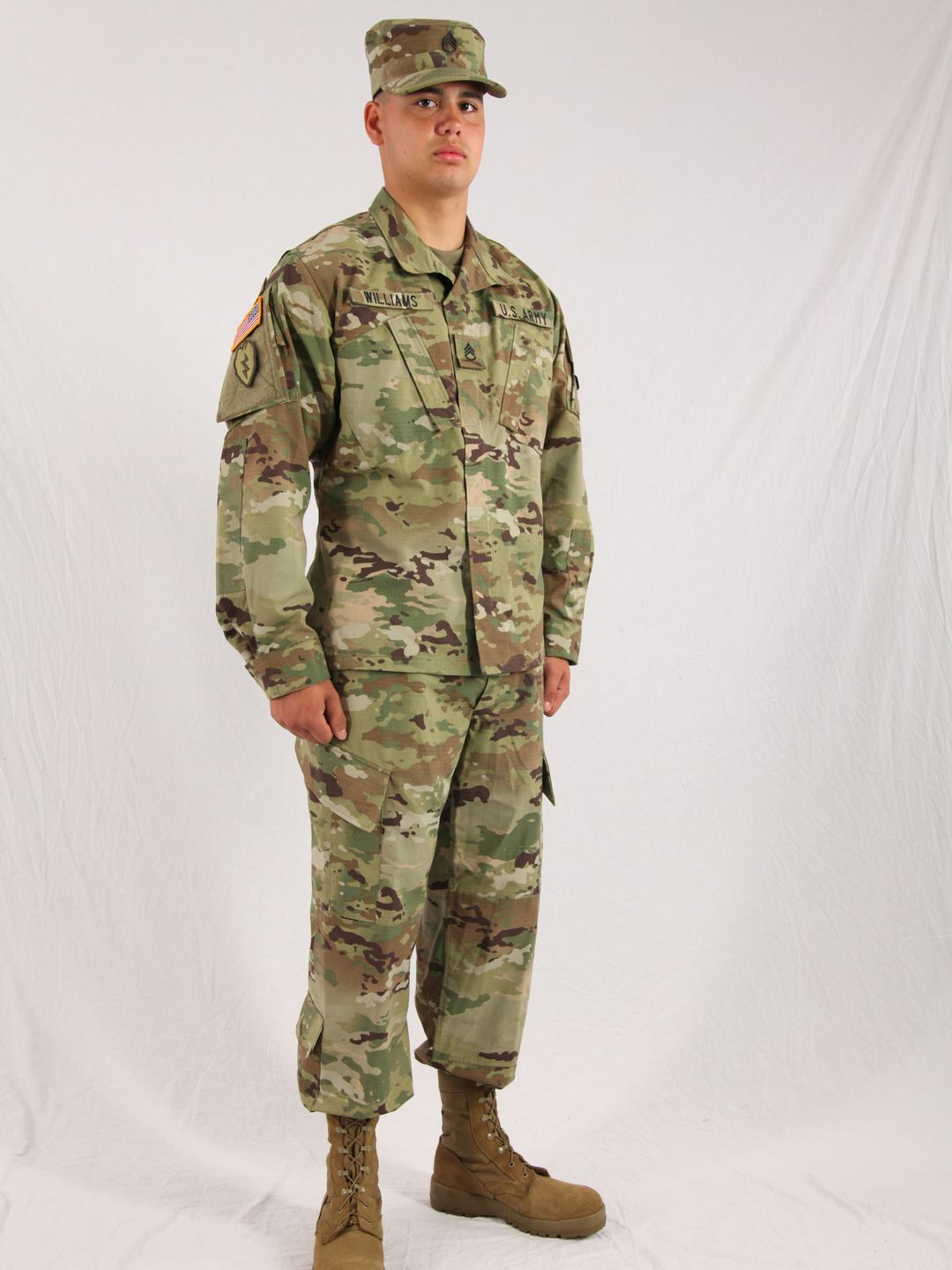
Soldat américain portant l'uniforme de combat de l'armée (ACU) dans le motif de camouflage opérationnel (OCP).

L'Army Combat Uniform (ACU) est l'uniforme de combat actuellement porté par l'Armée de terre des États-Unis (U.S. Army), l'Armée de l'air américaine (U.S. Air Force) et la Force spatiale américaine (U.S. Space Forc. Au sein de l'U.S. Air Force et de l'U.S. Space Force, il est appelé OCP (Operational Camouflage Pattern) Uniform, plutôt que Army Combat Uniform.
Présentée pour la première fois en juin 2004, elle succède à la Battle Dress Uniform (BDU) et à la Desert Camouflage Uniform (DCU) portées respectivement dans les années 1980 et 1990 jusqu'au milieu des années 2000. Il succède également à l'uniforme de combat de l'Armée de l'air américaine (Airman Battle Uniform).

## Histoire

### Développement
Au début de l'année 2004, certains soldats de l'Armée américaine en Irak ont reçu l'" uniforme de combat rapproché " (Close Combat Uniform - CCU), une variante de l'uniforme de camouflage du désert (Desert Camouflage Uniform - DCU) qui présentait de nouvelles caractéristiques telles que des poches d'épaule fixées à l'aide de bandes auto-agrippantes, des insignes de grade portés sur la poitrine et un nouveau col. Les caractéristiques expérimentales utilisées sur la CCU ont finalement été incorporées dans l'ACU, qui a été annoncée publiquement en juin 2004.

### Première mise en service
Le processus de remplacement des Battle Dress Uniform (BDU) et Desert Camouflage Uniform (DCU) de l'Armée américaine par l'ACU devait commencer en avril 2005. Cependant, le processus de mise en service a débuté deux mois plus tôt dans le cadre de l'initiative de mise en service rapide. Les soldats de la 48e Brigade de combat d'infanterie (48th Infantry Brigade Combat Team) ont été les premiers de l'Armée américaine à recevoir l'ACU et ont été déployés avec eux en Irak en mai 2005.

### Motif de camouflage universel (Universal Camouflage Pattern - UCP)

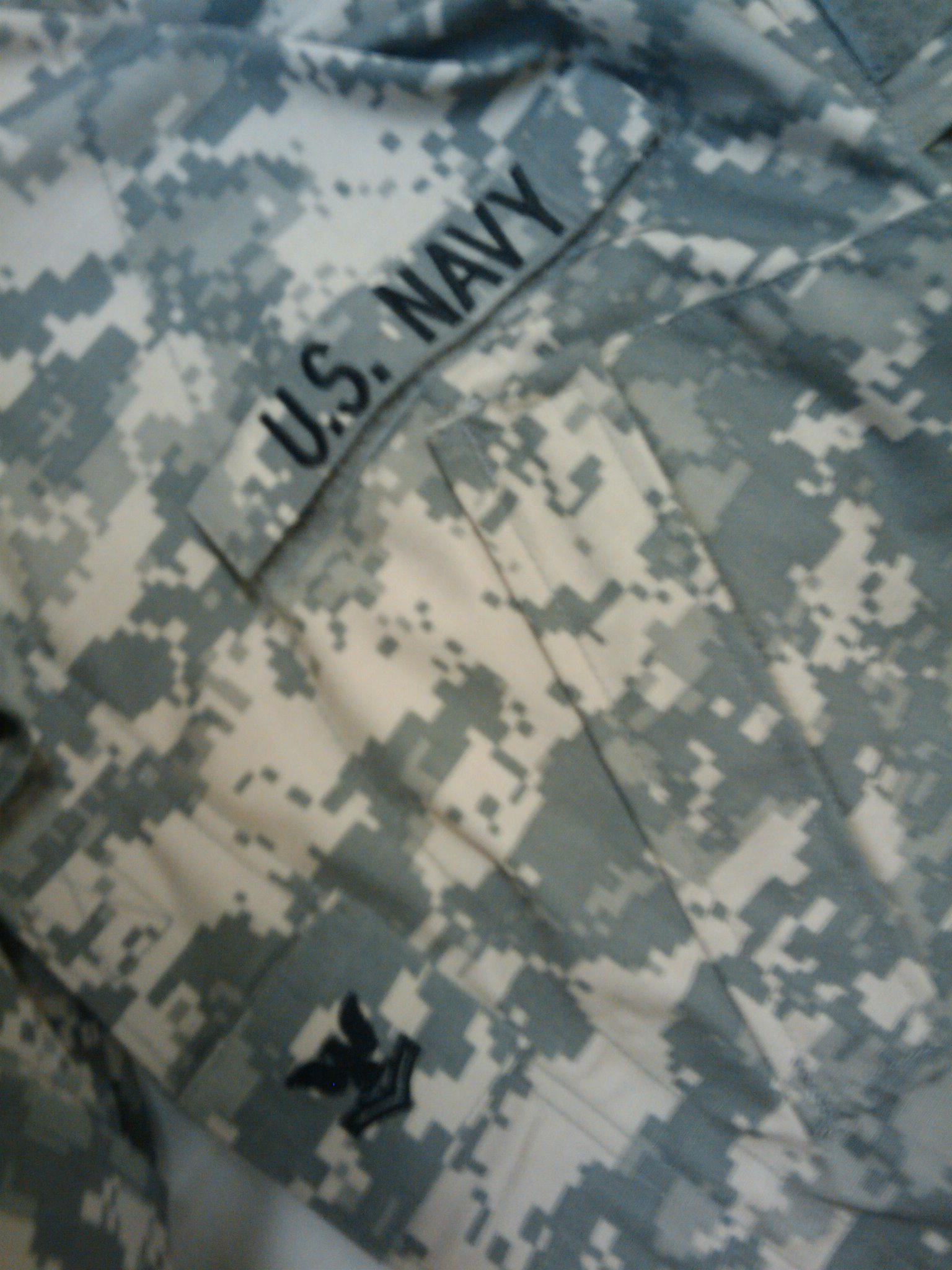
L'ACU d'un marin de l'U.S. Navy attaché à une unité de l'U.S. Army pendant la guerre d'Irak, août 2009.9

À l'origine, l'ACU utilisait le motif de camouflage universel (Universal Camouflage Pattern - UCP), un motif pixelisé de couleur beige, gris et vert (Desert Sand 500, Urban Gray 501 et Foliage Green 502), conçu pour fonctionner dans des environnements désertiques, boisés et urbains. En 2010, l'ACU a bénéficié de quelques améliorations au niveau des poches et autres.
En ce qui concerne les uniformes, le motif a été entièrement supprimé et remplacé par le motif de camouflage opérationnel (Operational Camouflage Patter) le 30 septembre 2019, bien que l'UCP reste en service dans des capacités limitées, comme sur certaines tenues de protection contre le froid et sur d'anciens gilets pare-balles.

### Motif de l'opération Liberté immuable (MultiCam)
À partir de la fin de l'année 2010, les soldats de l'Armée américaine déployés en Afghanistan (en commençant par la 173e brigade aéroportée (173rd Airborne Brigade)) ont reçu une variante développée par l'Armée du motif "MultiCam" de Crye Precision, connu sous le nom de motif "Opération liberté immuable" (Operation Enduring Freedom - OEF, OEF-CP ou OCP), beaucoup plus efficace sur le terrain afghan. Les variantes ignifuges des uniformes sont conçues pour prévenir les brûlures au troisième degré et jusqu'à 30 % des brûlures au deuxième degré. En outre, tous les uniformes sont traités à la perméthrine, un produit chimique qui protège les soldats contre les tiques et les insectes. Certains soldats de l'Armée américaine ont également porté l'ACU à motif OEF pendant les dernières phases de la guerre d'Irak; certains ont été vus en train de la porter jusqu'en décembre 2011, lorsque les États-Unis ont retiré leurs forces militaires du pays à la fin de la guerre. Les ACU à motif MultiCam ont été retirées en 2019 en même temps que les ACU à motif UCP.

### Motif de camouflage opérationnel (Operational Camouflage Pattern - OCP)
En mai 2014, l'Armée a annoncé officieusement que le motif de camouflage opérationnel (Operational Camouflage Pattern - OCP) remplacerait l'UCP sur l'ACU. Le motif original "Scorpion" a été développé au Centre des systèmes de soldats de l'Armée américaine (United States Army Soldier Systems Center) par Crye Precision en 2002 pour le programme Objective Force Warrior. Crye a ensuite modifié et commercialisé sa version du motif sous le nom de MultiCam, qui a été sélectionné pour être utilisé par les soldats et les aviateurs américains en Afghanistan en 2010 dans le cadre de l'opération "Liberté immuable". Après l'échec des négociations sur l'adoption officielle de MultiCam en raison des coûts, fin 2013, l'armée a commencé à expérimenter le motif Scorpion original, en créant une variante portant le nom de code "Scorpion W2", notant que si un motif peut être protégé par des droits d'auteur, une palette de couleurs ne peut pas l'être et qu'au-delà de 50 mètres, le motif réel n'est "pas très pertinent". Le motif ressemble à MultiCam avec des couleurs vertes, beige clair et marron foncé atténuées, mais il comporte moins de taches beiges et marron et ne comporte pas d'éléments verticaux de brindilles et de branches. Le 31 juillet 2014, l'Armée a officiellement annoncé que le motif commencerait à être utilisé dans les uniformes à l'été 2015. Le nom officiel vise à souligner son utilisation au-delà de l'Afghanistan dans tous les commandements combattants. Le motif OCP a entièrement remplacé le motif UCP sur l'ACU d'ici le 1er octobre 2019. Les ACU imprimées en OCP ont été mises en vente pour la première fois le 1er juillet 2015, et les soldats déployés ont déjà reçu des uniformes et de l'équipement dans le nouveau motif.
L'Armée de l'air américaine a également adopté l'uniforme OCP à partir de 2018, qui remplacera l'uniforme de combat de l'aviateur (Airman Battle Uniform - ABU) d'ici avril 2021.
L'U.S. Space Force a également adopté l'uniforme OCP, mais avec du fil bleu pour les grades et les rubans.

## Composants

### Veste
La veste ACU utilisait à l'origine des fermetures auto-agrippantes, également connues sous le nom générique de Velcro, sur ses poches de manche et pour fixer des accessoires tels que des rubans nominatifs, des insignes de grade, des écussons d'épaule et des languettes, ainsi que des dispositifs de reconnaissance tels que l'écusson du drapeau américain et la languette à infrarouge (IR). À l'origine, seuls les badges de compétences à épingler étaient autorisés à être portés sur l'ACU, avec un maximum de cinq badges à la fois.
Au cours de l'été 2011, la réglementation a été modifiée pour permettre le port d'insignes de compétences brodés et cousus. La limite de cinq insignes est restée en vigueur et il n'est pas possible de mélanger les insignes cousus et les insignes brodés. Dans le même temps, le ruban de branche, les rubans de nom et les insignes de grade peuvent être cousus, selon les préférences du porteur. Les insignes de compétence, tels que les languettes President's Hundred Tab, des Forces spéciales, des Rangers et des Sapeurs, sont portés sur le rabat de la poche de la manche gauche et sont soumis à la règle des trois insignes seulement. Un insigne qui fait partie intégrante d'un écusson d'unité, tel que l'insigne " Montagne " ou " Aéroporté ", n'est pas pris en compte dans cette règle. L'insigne de l'aumônier de l'Armée américaine est le seul insigne de branche autorisé à être porté sur l'ACU. Il est centré à 1⁄8 pouce (3,18 mm) au-dessus de la bande de nom droite. Il peut s'agir d'une épingle en métal ou d'un insigne brodé en noir sur un tissu numérisé avec des attaches Velcro.
La technologie de gestion de la signature dans le proche infrarouge (Near Infrared - NIR) est incorporée pour minimiser la silhouette infrarouge. Des carrés IR IFF permanents sont cousus sur chaque épaule pour aider à identifier le personnel ami lorsque des dispositifs de vision nocturne sont utilisés, et sont protégés par des languettes Velcro en garnison ou lorsqu'ils ne sont pas utilisés.
Le port de trois insignes du drapeau américain est autorisé avec l'ACU : couleur intégrale, infrarouge intégral et infrarouge atténué. L'insigne du drapeau américain est porté sur le rabat de la poche de l'épaule droite du manteau de l'ACU. La version atténuée n'est portée que dans des conditions tactiques ou sur le terrain dans l'armée de terre, tandis que l'armée de l'air n'autorise que le drapeau atténué. Des insignes d'épaule atténués sont portés sur les manches.
Le col Mao de la veste était destiné à être porté vers le haut au combat pour s'adapter au gilet pare-balles IOTV (Improved Outer Tactical Vest), et à être porté vers le bas dans les autres cas. Avec le passage au modèle OCP, la bande Velcro qui fermait le col Mao a été supprimée, ainsi que d'autres fermetures Velcro.
La fermeture avant est zippée et renforcée par du Velcro, conçu pour être utilisé avec OTV. Les poches de poitrine inclinées, les poignets et les poches d'insertion des coudières sont également dotés d'une fermeture auto-agrippante. Une poche pour stylo à trois fentes se trouve sur le bras gauche de la veste, et des soufflets de blouse permettent d'accroître la mobilité. La veste est portée de manière que son bas se trouve entre le bas de la poche et le haut de la poche cargo.
Sur le terrain, la veste peut être remplacée par la chemise de combat de l'Armée (Army Combat Shirt - ACS), résistante aux flammes, lorsqu'elle est portée directement sous la tenue IOTV
.

### Pantalon
Le pantalon ACU (ou pantalon ACU) se porte avec une ceinture en nylon de deux pouces et comporte des poches Velcro pour les genouillères, deux poches de rangement sur les cuisses inclinées vers l'avant avec un cordon élastique et une fermeture Velcro pour les mouvements, et deux poches de rangement sur les mollets, une sur chaque jambe du pantalon, avec une fermeture Velcro. Des pantalons ACU avec des matériaux résistants aux flammes sont distribués pour être utilisés en Irak et en Afghanistan.
Les mises à jour des pantalons ACU à la fin de l'année 2010 comprenaient la suppression des fermetures Velcro des rabats des poches cargo des cuisses inclinées vers l'avant, qui ont été remplacées par 3 boutons. Ce changement a été introduit progressivement à partir de 2009 et est maintenant pleinement effectif. Deux boutons sont standard (même fonction que sur les poches cargo des pantalons BDU), tandis que le troisième bouton, situé à l'extrémité de la poche, peut être utilisé pour augmenter la charge et le volume des poches cargo. Sur les petites poches de mollet, le velcro en trois parties (2 crochets carrés sur la poche et une boucle rectangulaire sur le rabat) a été remplacé par un seul bouton en 2012. Les boutons ont été réintroduits et ont remplacé le Velcro sur les poches après de nombreuses plaintes de soldats sur le terrain.
Les passants de ceinture sont de conception nouvelle. Leur largeur a doublé et ils sont désormais au nombre de 8, contre 7 auparavant. Le cordon d'ajustement de la taille a été supprimé et remplacé par un système de réglage fin de la taille par Velcro, un à chaque hanche. Au lieu d'une poche de genou qui ne pouvait accueillir que des genouillères souples dans le passé, la zone du genou est maintenant dotée d'une conception multicouche complète qui permet d'insérer et de fixer des genouillères externes de type dur. L'arrière de la zone du genou est doté de bandes Velcro à boucles et à crochets pour mieux fixer les genouillères autour de la zone du genou. Les poignets au bas du pantalon n'utilisent plus de cordons de serrage pour les blousons ; ceux-ci ont été remplacés par des ajustements de poignets en velcro. D'autres modifications apportées dans le cadre de la transition vers l'OCP ont permis de supprimer complètement les poches pour les genouillères insérables et de remplacer davantage de velcro par des boutons.
Afin de pouvoir différencier l'ACU ignifuge (FRACU) de l'ACU ordinaire à distance, un petit écusson de couleur havane est apposé sur le revers de la manche gauche de la veste et au milieu du rabat de la poche cargo gauche du pantalon.

### Coiffure

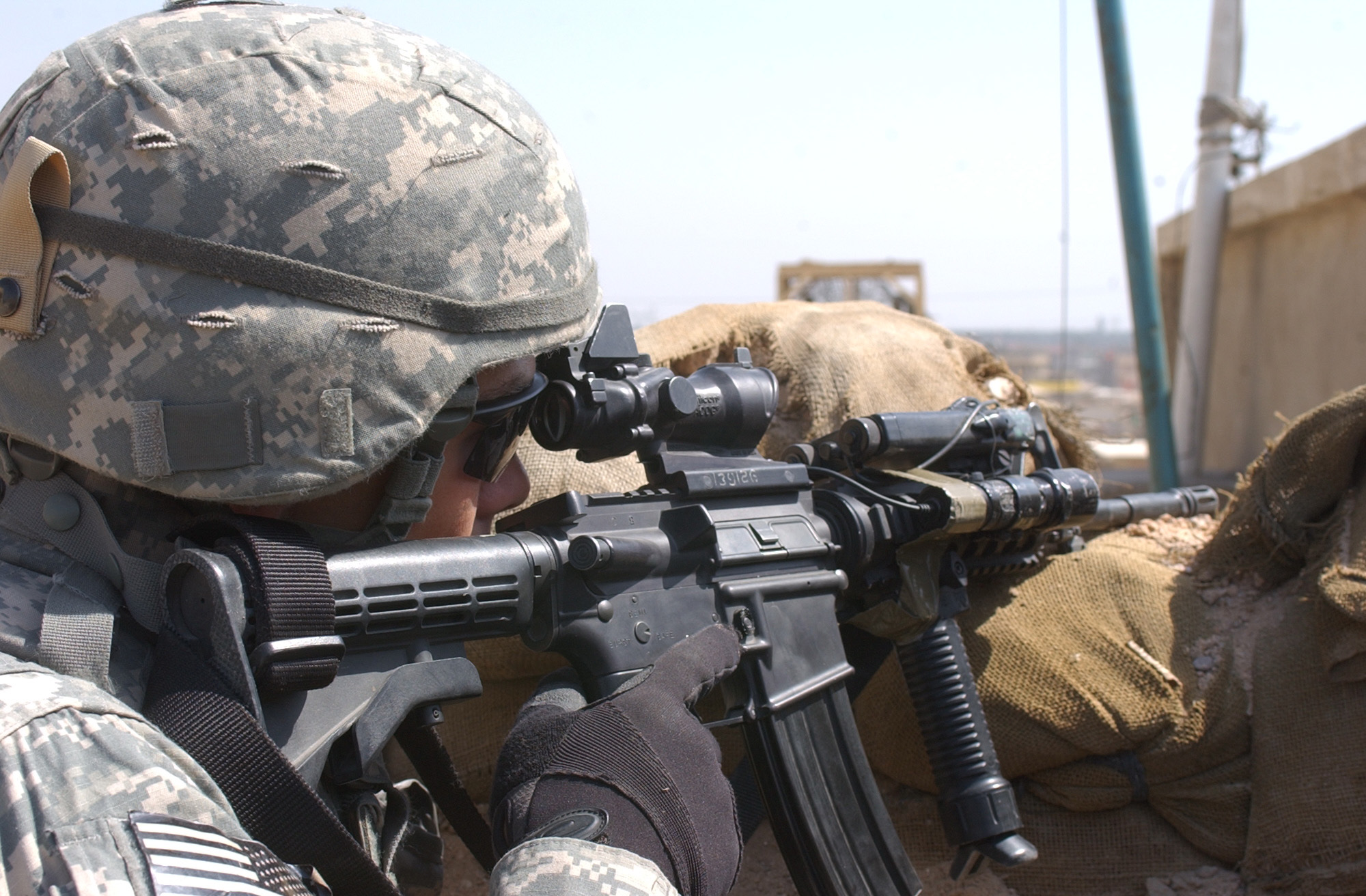
Un soldat de l'Armée américaine en mars 2007 porte un casque avec une couverture de camouflage UCP pendant la guerre d'Irak.

En règle générale, l'ACU est portée avec le casque de combat avancé (Advanced Combat Helmet - ACH), une casquette de patrouille (Patrol cap) ou un Bob Boonie hat et/ou un bonnet en laine polaire, selon le cas, pendant les mois d'hiver. La casquette de patrouille est une casquette souple de style képi, à bords droits et à sommet plat, avec un double bec épais et une poche intérieure. En garnison, les bérets marron, beige, brun et vert peuvent être portés respectivement par les parachutistes, les gardes forestiers, les conseillers et les forces spéciales. La casquette verte en micropolaire est autorisée en campagne et en garnison en dehors des TP de l'unité, selon le commandement local. Une bande nominative est portée à l'arrière de la casquette de patrouille. Il est recommandé de coudre le grade, mais le grade épinglé est autorisé sur la casquette de patrouille ACU et le chapeau Boonie hat ACU. Le rang de camouflage du casque MICH (Modular Integrated Communications Helmet) doit être cousu s'il est porté, mais il n'est souvent pas utilisé car la monture de l'appareil de vision nocturne l'obstruerait.

### T-shirt
La variante UCP de l'ACU était généralement portée avec un tee-shirt couleur sable qui évacue l'humidité. Un tee-shirt Tan 499 a été autorisé avec la variante OCP de l'ACU et est devenu le seul tee-shirt autorisé à l'issue de la transition complète vers l'OCP en 2019. Un tee-shirt vert résistant aux flammes est autorisé pour l'uniforme de combat du personnel navigant de l'Armée de terre (Army Aircrew Combat Uniform - A2CU).

### Chaussures
La variante UCP de l'ACU était portée avec des bottes de combat de l'Armée de terre (Army Combat Boot) de couleur fauve et des chaussettes en coton de couleur olive. Les versions commerciales de ces bottes sont autorisées sans restriction, conformément aux règles suivantes : elles doivent mesurer entre 203 et 254 mm de haut, être fabriquées en cuir de bovin fauve, avec un bout ordinaire et des semelles extérieures en caoutchouc fauve, et être dépourvues de fermetures à glissière, de crampons métalliques ou de languettes latérales. Les chaussures de combat de montagne Mountain Combat Boot - MCB) sont disponibles pour les terrains difficiles, et les Extreme Cold Vapor Barrier Boots pour le temps froid. Comme pour le T-shirt, les bottes marron sont autorisées avec l'ACU-OCP et deviendront les seules bottes autorisées après l'achèvement de la transition en 2019.

## Source
- (en) Cet article est partiellement ou en totalité issu de l’article de Wikipédia en anglais intitulé « Army Combat Uniform » (voir la liste des auteurs).